# Vass család (vajki)
A vajki Vass család egy római katolikus nemesi származású család, amely Nyitra vármegyében virágzott.

## A család története
Vass György és felesége Edy Zsófia III. Ferdinánd magyar királytól 1650. augusztus 23.-án nemeslevelet szerzett adományban. A család Lapásgyarmat, Nagyemőke és Nemespann községekben élt, majd egy ága Ürményben, egy másik pedig Verebélyen és Nemesmiliticsen telepedett meg. 
Vass Miklós intézte Széchenyi érseknek a Verebély környéki uradalmak újjáépítését a török és zsoldos pusztítások után, illetve a morva telepeseket is segítette. A "kuruc világ" után 3 évig Sütő András özvegye Lehoczky Ilona és fia Sütő Pál Ákoss (kápolnánál), Széplak, Munkád és Kistild prédiumok földjeit és szőlőit használták, mígnem egy büntetést Vass Miklós helyettük letett, és későbbi házukat átengedve nekik, zálogba vette az említett földeket. 1697-ben Munkád, Széplak és Kistéld birtokokra Vass Miklós, Szakállos Ilona és Újváry Tamás nyert érseki adományt. Vass Miklós Majthényi Máriától született gyermekeire Ferencre, Sándorra birtokait, Kazy Lászlóné Vass Borbálára és Klárára pedig 1720-ban végrendeletileg 5-5 ezer forintot hagyott. 1755-ben vajki Vass Mihály és Miklós gróf Csáky Miklós esztergomi érsektől Verebélyen egy nemesi kúriára, továbbá a nyitramegyei Széplak és a barsmegyei Kistéld egész pusztákra adományt is nyertek.

### A Nyitra vármegyei ág
A Vass család Verebély mezővárosában 1595-ben a Bars vármegyei tizedjegyzék szerint már jelen volt. 1611-ben Vass Albert tanúskodott Bakits Péter mellett, Révay Ferenc hűtlenségi perében felesége Forgách Zsuzsanna ellen.
A vajki Vass családnak az egyik ága Nagyemőkén telepedett le. Vajki Vass Albert, nemespanni lakosnak a fia, vajki Vass György (†1768), nagyemőkei földbirtokos. 
A helyi nagyemőkei jómódú nemesi földbirtokosok között jelentősebb szerepet is játszott a tekintélyes chrenóczi Chrenóczy család. Chrenóczi Chrenóczy István (1753-†?), nagyemőkei birtokos, és Simoncsics Johanna gyermekeiben kihalt a családjuk: közülük, chrenóczi Chrenóczy Klára (1788-†?), nemes Nagy Antal, városbírónak a felesége, és chrenóczi Chrenóczy Johanna (1790-1853), akinek az első férje, vajki Vass József (1783-1817), nagyemőkei birtokos, és a második, pedig nemes Horváth Pálnak, a helyi iskola igazgatónak a lett 1817. április 20-án. Vajki Vass József és Chrenóczy Johanna fia, Vass Antal (1813–1873), nagyemőkei földbirtokos; Vass Antal, földbirtokos, a nagyemőkei egyház védnöke (syndicus eccleasiae nostriusque) 1834. április 20-án Nagyemőkén feleségül vette Pekarék Teréziát (1816–1877), Pekarék Mátyás, nagyemőkei mészárosnak, a nagyemőkei római katolikus plébánia gondnokának és Baranyay Annának a lányát. Vass Antal és Pekarék Terézia frigyéből több gyermeke született, akik tulajdonképpen tovább vitték a családot: egyik lányuk vajki Vass Mária (1840–1912) aki a zsolnai születésű Mészáros József (1835–1904) lapásgyarmati földbirtokoshoz, 1861. március 11. Nagyemőkén ment férjhez.
Vass Antal (1813–1873), földbirtokos, és Pekarék Terézia (1816–1877) egyik fia, vajki Vass Béla (1842–1896), nagyemőkei földbirtokos, aki feleségül vette Holbay Auréliát kisasszonyt. 1898. december 28.-án Nagyemőkén Fusch Emil (1868–†?) uradalmi intéző feleségül vette vajki Vass Irma (1883–†?) kisasszonyt, akinek a szülei Vass Béla és Holbay Aurélia voltak. A házasság rövidnek bizonyult; 1901. november 20-án Nagyemőkén özvegy Fusch Emil számtartóné Vass Irma (1883–†?), férjhez ment a morvaországi származású dr. Járosch Lipót (1878–†?) orvoshoz, akinek a szülei Járosch Lipót uradalmi felügyelő, és Fátlak Mária voltak.
Vass József (1855–†?), nagyemőkei földbirtokos, Vass Antal és Pekarék Terézia házasságából származott; 1881. október 20.-án feleségül vette a luteránus Frank Juliannát (1861–1950), Frank Pál és Muth Friderika lányát. Frigyükből két fiúgyermek érte el a felnőttkort: Vass Aladár, és Vass Antal. Vass Antal 1917. január 28.-án Budapesten elvette Stengler Ilonát.
Vass Antal és Pekarék Terézia egyik unokája, Vass Titusz József (1897–1953), főhadnagy, tartalékos zászlós, a nemzetvédelmi kereszt tulajdonosa, 1897-ben született Kunhegyesen; apja, vajki Vass István (1850–†?), mérnök, nagyemőkei születésű, és anyja, a római katolikus fehértemplomi születésű Kreszer Angyal Amália asszony volt. Vass István Aradra költözött családjával. Vass Titusz az aradi Királyi főgimnáziumba járt 1906 és 1915 között; ezután Vass Titusz katonai pályára lépett. 1924. július 24-én dr Labóry Károly és Vass Titusz érdekes és egyedülálló sport eredményt értek el; Visegrádtól Budapestig, pontosabban a Margit szigetig úsztak le egy negyvenhat kilométeres távolságot megállás nélkül. Reggel 9 órakor indultak Visegrádról a versenyzők és a 46 kilométeres távot hét óra alatt tették meg és délután 4 órakor meg is érkeztek a MAC margitszigeti evezősházába. Vass Titusz fivére, vajki Vass Barnabás (1890–1933), Arad törvényhatósági város mérnöke volt. Vass István és Kresszer Amália egyik lánya vajki Vass Mária Terézia (1895–1922), aki 1918. április 15.-én Aradon férjhez ment Balogh Tibor úrhoz, m. kir. állami rendőrség felügyelőhöz, akinek a szülei Balogh Jenő és Purmann Gizella voltak.
A Nagyemőkén lakó vajki Vass családbeliek közül egyik helyi földbirtokos a 18. század végén vajki Vass István volt, aki 1787. február 15.-én vette feleségül Zsebi Franciskát. A házasságukból két fiúgyermek érte el a felnőttkort. Az egyik Vass István (1793–1874), aki szokatlan módon 67 évesen 1860. december 6.-án vette feleségül a nála 49 évvel fiatalabb nemes Csánky Annát. Ennek az Istvánnak a fivére, vajki Vass Mihály (1799–1844), földbirtokos, akinek a felesége nemes Finta Anna volt.

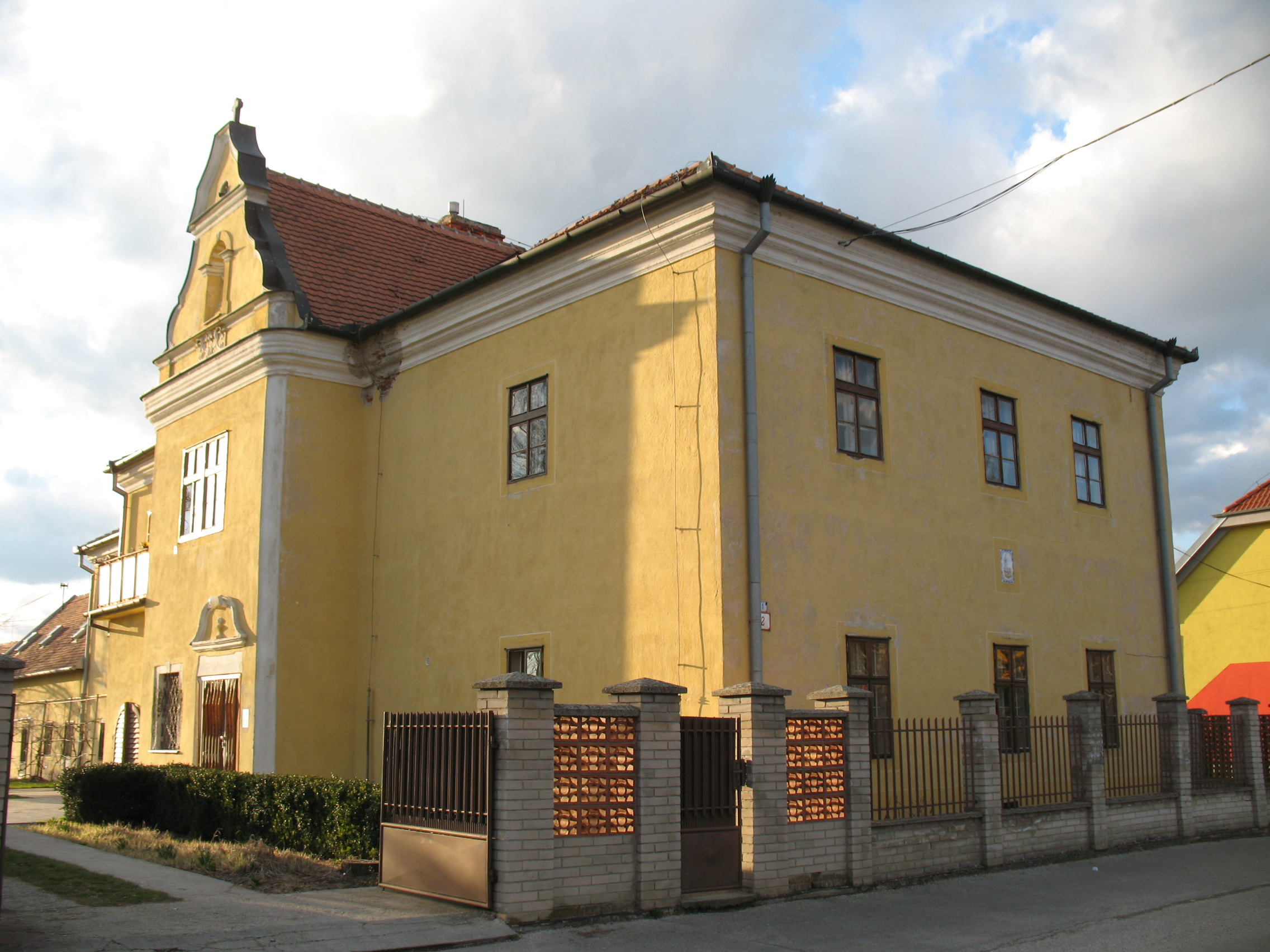
Verebély

A családnak Vajkon, majd Verebélyen voltak birtokai, ahol a főtéren kastélyt építtettek. Ez az épület ma a plébánia épülete.

### A Heves vármegyei ág
Vajki Vass Albert, nemespanni lakosnak a fia, vajki Vass György (†1768), nagyemőkei földbirtokos, akinek a fia, Vass Ferenc 1757-ben szerzett adományt Lapásgyarmatra, Verebélyre és Nemesmiliticsre. Vass Ferenc fia, nemesmiliticsi lakos feleségül vette Polyák Erzsébetet, akitől született fia, Vass József, barsbesei kántor, iskolaigazgató (ludirector). Ez a Vass József feleségül vette Liszy Zsuzsannát, és tőle származott Vass János (1791-?), bessei lakos. Vass János fia pedig Vass Lajos (1825), aki Egerben lakott és neje Blaskó Mária volt.
Vajki Vass Lajos, római katolikus ájtatos alapítványi kezelő pénztárnok volt Egerben; házasságukból négy lány- és egy fiúgyermek született. Vass Lajos és Blaskó Mária egyetlenegy fia az egri születésű vajki Vass János (1873–1936) jogász, vallásügyi miniszter volt. Vass János 1895-ben  jogtudományból doktorált. Heves vármegye szolgabírája, másodfőjegyzője, utóbb főispánja 1917. júliusától 1919. márciusáig. 1919. január 19–22-én tárca nélküli miniszter, 1919. január 22.– március 21. között vallásügyi miniszter.

## Neves családtagok
- Vass Miklós (?-1720) Bars vármegye és a verebélyi szék alispánja.[31]
- Vass József (1783-1817) sógora volt Nagy Antal városbíró, akinek fia Chrenóczy-Nagy József (1818-1892) megyei főorvos, az MTA levelező tagja (1858) volt.
- vajki Vass János Lajos Florián (Eger, 1873. május 4. – Budapest, 1936. április 19.) jogász, vallásügyi miniszter.

## A vajki Vass család címere
Címer leírás (1650): "Kék pajzsban zöld mező felett márványoszlop, tetején karika (abroncs), mellette jobbra fordult vörös ruhás, sárga csizmás, fedetlen fejű férfi baljával a karikát, jobbjával kardot tart" Sisakdísz: "növekvő egyszarvú".

## A Nyitra vármegyei ág leszármazási táblája

### Vass József ága
- A1 József (*Nagyemőke, 1783.–†Nagyemőke, 1817. március 7.), nagyemőkei földbirtokos. Felesége: chrenóczi Chrenóczy Johanna (*Nagyemőke, 1790. július 19.–†Nagyemőke, 1853. december 5.).
  - B1 Antal József (*Nagyemőke, 1813. február 21.–†Nagyemőke, 1873. augusztus 30.) nagyemőkei földbirtokos. Felesége: Pekarék Terézia (*Ürmény, 1816. augusztus 16.–†Nagyemőke, 1877. június 14.).
    - C1 Johanna (*Nagyemőke, 1838. január 3.–†Nagyemőke, 1838. április 13.)
    - C2  Antal (*Nagyemőke, 1838. január 30.–†Nagyemőke, 1838. január 30.)
    - C3 Sándor József (*Nagyemőke, 1839. február 22.–†Nagyemőke, 1839. április 16.)
    - C4 Mária (*Nagyemőke, 1840. március 26.–†Lapásgyarmat, 1912. április 19.). Férje, Mészáros József (*Zsolna, 1835. január 11.–†Lapásgyarmat, 1904. március 12.), földbirtokos.
    - C5 Béla (*Nagyemőke, 1842. április 20.–†Nagyemőke, 1896. december 1.), földbirtokos. Felesége: Holbay Aranka.
      - D1 Ilona Terézia Erzsébet (*Nagyemőke, 1882. augusztus 27.–†Nagyemőke, 1882. szeptember 27.)
      - D2 Mária Anna Aurélia Terézia (*Nagyemőke, 1883. szeptember 28.–†?) 1. férje: Fusch Emil (*Rossbach, Bajorország, 1868. április 23.–†?), uradalmi intézo. 2. férje: dr. Jarosch Lipót (*)
      - D3 Ádám (*Nagyemőke, 1884. szeptember 14.–†Nagyemőke, 1884. szeptember 14.)

    - C6 Károly (*Nagyemőke, 1845. október 15.–†Nagyemőke, 1845. november 25.)
    - C7 Jozefa (*Nagyemőke, 1847. március 19.–†Nagyemőke, 1847. június 12.)
    - C8 János (*Nagyemőke, 1848. október 24.–†Nagyemőke, 1848. október 25.)
    - C9 István (*Nagyemőke, 1850. augusztus 16.–†?) mérnök. Felesége: Kresser Amália.
      - D1 Sarolta Férje: Popovics Mihály.
      - D2 Barnabás (*1890.–†Budapest, 1933. március 12.), Arad törvényhatósági város mérnöke. 1. felesége: Abaffy Vilma. 2. felesége: voilai Serban Mária (*1899.–†Budapest, 1935. január 12.).[32]
      - D3 Mária Terézia (*Kunhegyes, 1895. június 22.–†Arad, 1922. október 11.).[33][34] Férje: Balogh Tibor Jenő Károly (Budapest, 1891. január 23.), m. kir. állami rendőrség felügyelő.
      - D4 Titusz József (*Kunhegyes, 1897. január 5.–†Caracas, Venezuela, 1953. december 5.), főhadnagy, a nemzetvédelmi kereszt tulajdonosa.[35] 1. felesége: Dickencheid Mária 2. felesége: Csaba Julianna
        - E1 Angéla
        - E2 Titusz
        - E3 Mária
        - E4 Attila
        - E5 László Csaba

      - D5 Dezső, ferences rendi szerzetes.

    - C10 Miklós (*Nagyemőke, 1851. december 5.–†Nagyemőke, 1852. január 23.)
    - C11 	József (*Nagyemőke, 1855. február 5.–†?), földbirtokos. Felesége: Frank Julianna (*1861.–†Budapest, 1950. március 29.).[18]
      - D1 Brigitta Stefánia Terézia (*Nagyemőke, 1882. október 6.–†Nagyemőke, 1883. január 3.)
      - D2 Aladár József Kornél (*Nagyemőke, 1884. március 8.–†Budapest, 1965. augusztus 28.), kötszerész.[36] 1.f.: Gráczer Mária (*Budapest, 1896. szeptember 12.–†?).[37] 2.f.: Csomor Margit (*Budapest, 1909. december 22.–Budapest, 1972. március 13.)[38][39]
        - E1 (első nejétől) Tibor (*1920.–†Jászapáti, 1921. március 17.)[40]

      - D3 Elemér (Aladár) János Antal  (*Nagyemőke, 1887. február 28.–†Budapest, 1938. november 30.), nyomdai művezető.[41] Felesége: Gombos Margit.
      - D4 Antal (*Nagyemőke, 1889. január 28.–†Budapest, 1953. január 13.), főkönyvelő, banktisztviselő.[42] Felesége: Stenger Ilona Olga (*Budapest, 1897. augusztus 7.–†?), banktisztviselőnő.[43]

  - B2 Károly Jakab (*Nagyemőke, 1815. július 25.–†Nagyemőke, 1847. december 13.), földbirtokos. Felesége: Hedrovits Rozália (*c. 1820.–†Nagyemőke, 1868. április 22.).
    - C1 Móric (*Nagyemőke, 1845. január 9.–†?)
    - C2 Hermina (*Nagyemőke, 1846. július 5.–†Nagyemőke, 1851. március 6.)

### Vass István ága
- A1 István (*1766.–†Nagyemőke, 1811. április 7.), földbirtokos. Felesége: Zsebi Franciska.
  - B1 István (*Nagyemőke, 1793. március 3.–†Nagyemőke, 1874. március 6.), földbirtokos. Felesége: nemes Csánky Anna (*Nyitraivánka, 1842. június 4.–†?)
    - C1 Elek (*Nagyemőke, 1873. július 7.–†Nagyemőke, 1873. augusztus 15.)

  - B2 Mihály (*Nagyemőke, 1799. szeptember 28.–†Nagyemőke, 1844. december 13.), földbirtokos. Felesége: nemes Finta Anna (*Nyitraivánka, 1801. június 3.–†Nagyemőke, 1844. október 20.)
    - C1 Anna (*Nagyemőke, 1830. június 14.–†Nagyemőke, 1837. január 29.)
    - C2 János (*Nagyemőke, 1839. augusztus 22.–†Nagyemőke, 1842. június 20.)